# کسنیا سانکوویچ
کسنیا سانکوویچ (به انگلیسی: Ksenia Sankovich) ژیمناست زادهٔ ۲۷ ژوئیهٔ ۱۹۹۰ میلادی اهل کشور بلاروس است.